# Schefflera panayensis
Schefflera panayensis är en araliaväxtart som beskrevs av Elmer Drew Merrill. Schefflera panayensis ingår i släktet Schefflera och familjen araliaväxter. Inga underarter finns listade.